# أوكيموتي أوداه
أوكيموتي مارشال أوداه (مواليد 23 نوفمبر 1988) لاعب كرة قدم نيجيري.